# 卡尔·林达尔
卡尔·林达尔（瑞典語：Karl Lindahl，1890年9月26日—1960年6月29日），生于斯德哥尔摩，瑞典男子体操运动员。他曾获得1920年夏季奥运会体操比赛男子团体瑞典式金牌。他于1960年在斯德哥尔摩去世。